# Gabe Perreault
Gabriel "Gabe" Perreault, född 7 maj 2005, är en amerikansk-kanadensisk professionell ishockeyforward som spelar för New York Rangers i National Hockey League (NHL).
Han har tidigare spelat för Boston College Eagles i National Collegiate Athletic Association (NCAA) och Team USA i United States Hockey League (USHL).
Perreault draftades av New York Rangers i första rundan i 2023 års draft som 23:e spelare totalt.
Han är son till Yanic Perreault och bror till Jacob Perreault.

## Statistik
| 2018–2019   | Chicago Mission U13    | HPHL        | 16 | 9  | 11 | 20  | 4  | — | — | — | — | — |
| 2019–2020   | Chicago Mission U14    | HPHL        | 17 | 6  | 10 | 16  | 0  | — | — | — | — | — |
| 2020–2021   | Chicago Mission U15    | HPHL        | 3  | 3  | 1  | 4   | 0  | — | — | — | — | — |
| 2021–2022   | Team USA               | USHL        | 40 | 10 | 17 | 27  | 10 | — | — | — | — | — |
|             | U.S. National U17 Team |             | 51 | 18 | 32 | 50  | 12 | — | — | — | — | — |
|             | U.S. National U18 Team |             | 7  | 0  | 3  | 3   | 0  | — | — | — | — | — |
| 2022–2023   | Team USA               | USHL        | 23 | 19 | 26 | 45  | 8  | — | — | — | — | — |
|             | U.S. National U18 Team |             | 63 | 53 | 79 | 132 | 8  | — | — | — | — | — |
| 2023–2024   | Boston College Eagles  | NCAA        | 36 | 19 | 41 | 60  | 29 | — | — | — | — | — |
| 2024–2025   | New York Rangers       | NHL         | 1  | 0  | 0  | 0   | 0  | — | — | — | — | — |
|             | Boston College Eagles  | NCAA        | 37 | 16 | 32 | 48  | 25 | — | — | — | — | — |
| NHL totalt  | NHL totalt             | NHL totalt  | 1  | 0  | 0  | 0   | 0  | — | — | — | — | — |
| NCAA totalt | NCAA totalt            | NCAA totalt | 73 | 35 | 73 | 108 | 54 | — | — | — | — | — |
| USHL totalt | USHL totalt            | USHL totalt | 63 | 29 | 43 | 72  | 18 | — | — | — | — | — |

### Internationellt
| Källa: Uppdaterad: 2025-04-03 | Källa: Uppdaterad: 2025-04-03 | Källa: Uppdaterad: 2025-04-03 |         | Utv = Utvisningsminuter | Utv = Utvisningsminuter | Utv = Utvisningsminuter | Utv = Utvisningsminuter | Utv = Utvisningsminuter |
| År                            | Lag                           | Mästerskap                    | Matcher | Mål                     | Assists                 | Poäng                   | Utv                     |                         |
| ----------------------------- | ----------------------------- | ----------------------------- | ------- | ----------------------- | ----------------------- | ----------------------- | ----------------------- | ----------------------- |
| 2023                          | USA                           | U18-VM                        | 7       | 5                       | 13                      | 18                      | 0                       |                         |
| 2024                          | USA                           | JVM                           | 7       | 3                       | 7                       | 10                      | 2                       |                         |
| 2025                          | USA                           | JVM                           | 7       | 3                       | 7                       | 10                      | 2                       |                         |
| Junior totalt                 | Junior totalt                 | Junior totalt                 | 21      | 11                      | 27                      | 38                      | 2                       |                         |